# Strathfield, New South Wales
Strathfield West este o suburbie în Sydney, Australia.